# 尾張丘陵
尾張丘陵（おわりきゅうりょう）とは、愛知県中西部（旧尾張国東部）、濃尾平野東側にある丘陵（名古屋市内なら守山区・名東区・天白区・緑区など）。

## 概要
竜泉寺丘陵、鳴子丘陵、有松丘陵、東山丘陵など全てを含み尾張丘陵と呼ばれる。丘陵の北部は海抜200メートル前後で、木曽川南側の犬山市から南東方向へ、小牧市・春日井市などを経て、豊田市・瀬戸市境の猿投山の南麓（概ね東端は矢作川）へと続いている。ここからは南西方向へ向きを変え、海抜約100メートル以下のなだらかな丘陵として、長久手市・日進市・豊明市・名古屋市東部などを経て、知多半島北部の東海市・大府市で知多丘陵に連なる。
丘陵南部では、東側に尾張・三河国境である境川が流れている。さらにその東側は岡崎市、刈谷市、安城市などの西三河平野となる。
丘陵の多くは、昭和の中期ごろからベッドタウンとして断続的に開発が進んでおり、2021年（令和3年）現在も長久手市や日進市を中心に人口が増加傾向にある。

## 地層
650〜100万年前に現在の伊勢湾のあたりには、東海湖と呼ばれる淡水湖（のちの年魚市潟）があり、それを取り巻く地域に砂・粘土・シルトなどが堆積し、尾張丘陵に堆積したものを矢田川累層と呼ぶ。のちに矢田川累層を不整合に覆ったものが唐山層や八事層となる。
東海湖域で堆積し、濃尾平野のものは瀬戸層群、知多半島のものは常滑層群、伊勢湾西岸部のものは庵芸層群と呼ばれ、これら全てを東海層群と総称することもある。

## 主な山・川・池沼

### 山
- 八曽山
- 尾張三山
  - 尾張富士
  - 本宮山 (犬山市)
  - 白山 (小牧市)
- 高座山 (愛知県)
- 東谷山
- 相生山

### 河川
- 愛知用水
- 庄内川
  - 矢田川
  - 香流川
- 山崎川 - 昭和区・瑞穂区の辺りで、本丘陵と熱田台地を分けるように流れる。
- 天白川
  - 植田川
  - 扇川
- 境川

### 池沼
- 入鹿池
- 愛知池
- 三好池
- 猫ヶ洞池

## 公園
- 市民四季の森
- 桃花台中央公園
- 春日井市都市緑化植物園
- 博物館明治村
- リトルワールド
- 日本モンキーパーク
- 愛知県森林公園
- 東谷山フルーツパーク
- 小幡緑地
- 名古屋市瑞穂公園
- 東山公園
- 平和公園
- 猪高緑地[注 1]
- 海上の森
- ジブリパーク（モリコロパーク）　-（2005年日本国際博覧会（愛・地球博）会場）
- 杁ヶ池公園
- 牧野ヶ池緑地
- 愛知県口論義運動公園
- 滝の水公園
- 大高緑地
- 愛知県緑化センター・昭和の森
- 井上公園
- 豊田市運動公園

## 教育

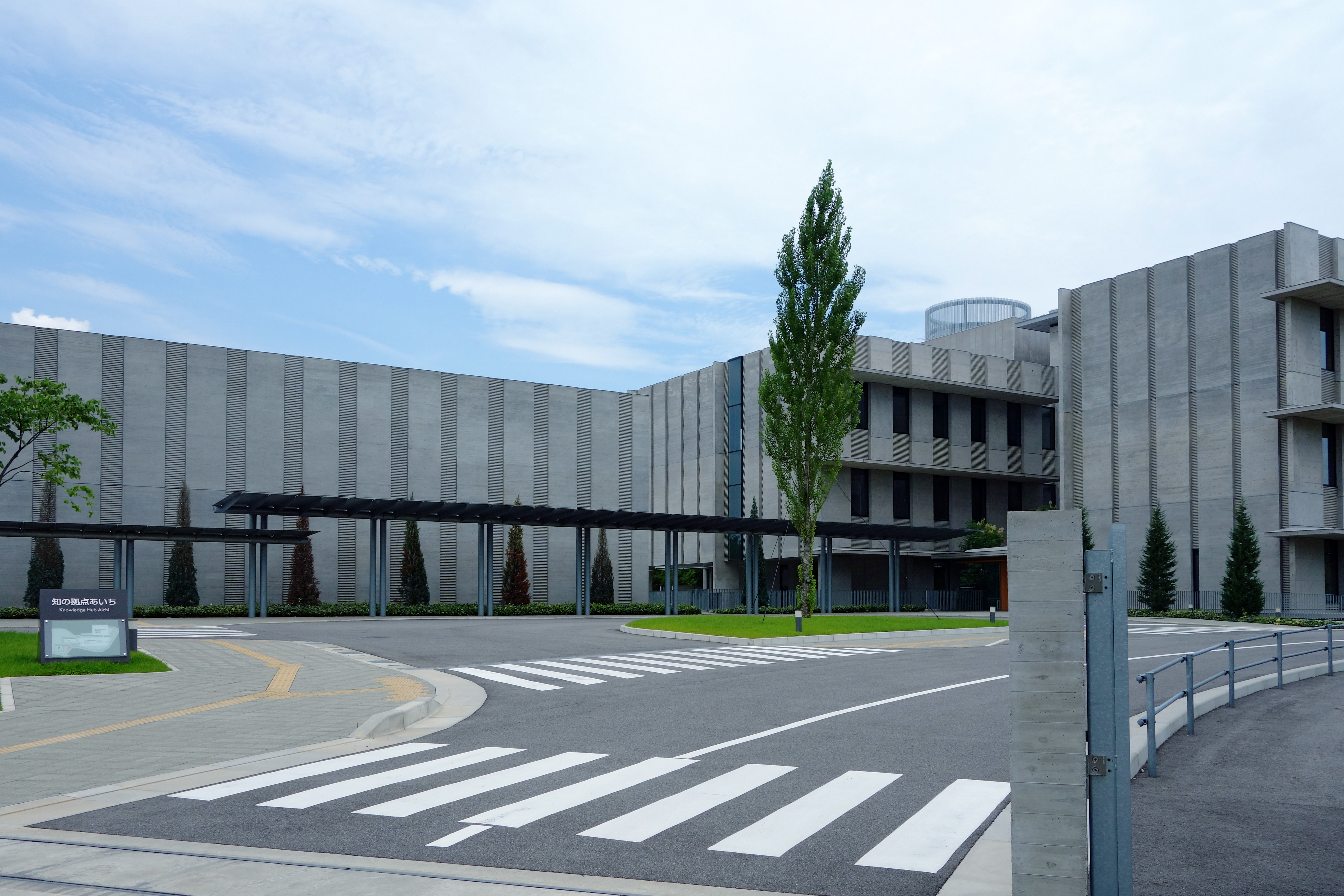
知の拠点あいち

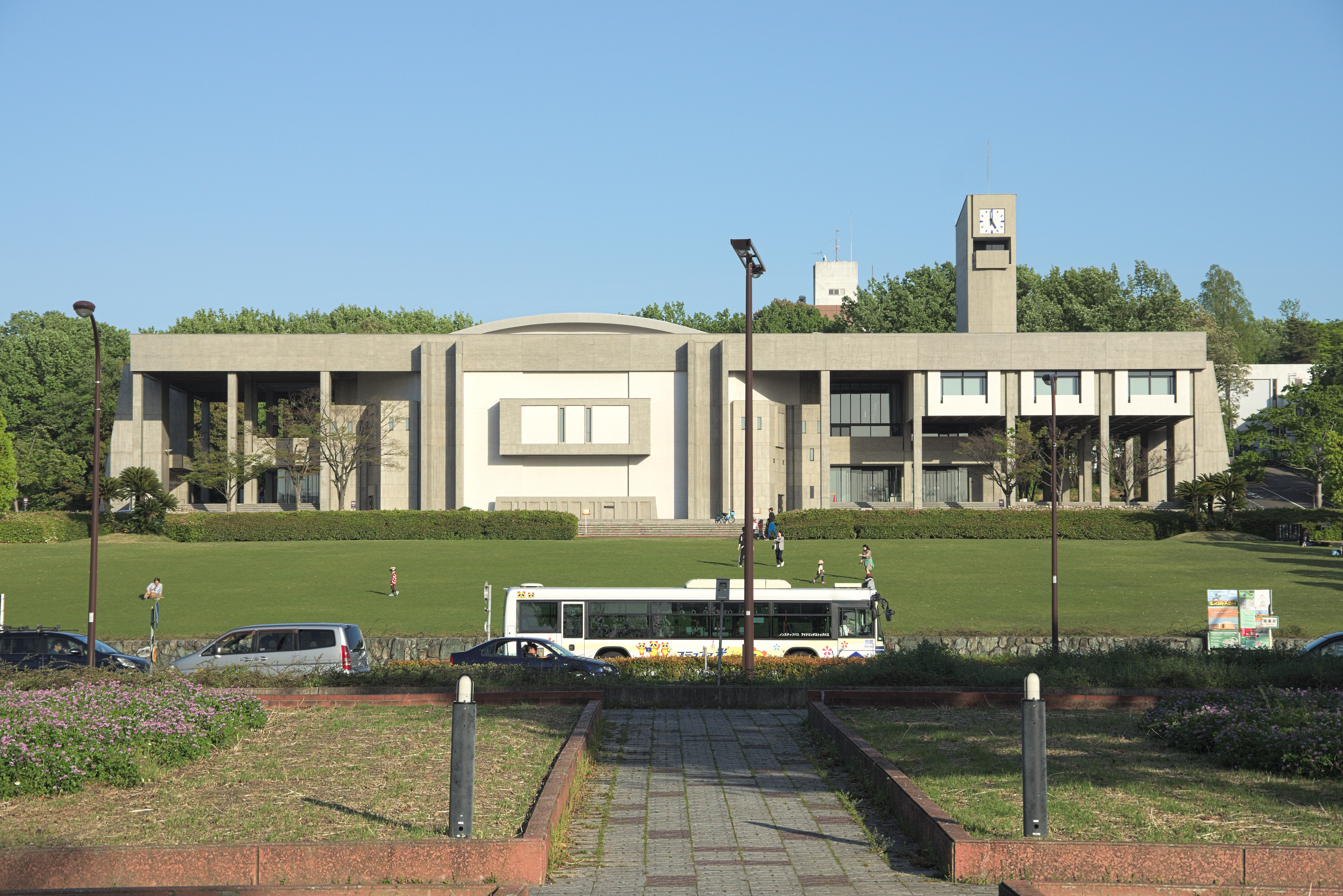
名古屋大学

「知の拠点あいち」（豊田市・瀬戸市）など、産学官連携による共同研究開発拠点や学術研究拠点の整備が進められている。
また、名古屋市の北郊から東郊の丘陵地域（犬山市 - 岡崎市）にかけて、多くの学園都市が形成されている。とくに、地下鉄名城線、鶴舞線、名鉄豊田線沿線などには、多くの大学のキャンパスが集中して立地している。

### 大学・研究機関

#### 国立
- 京都大学 霊長類研究所（犬山市）
- 東京大学 生態水文学研究所（瀬戸市）
- 名古屋大学（名古屋市：千種区・昭和区）
  - 附属地震研究所（犬山市）
  - 大学院生命農学研究科附属フィールド科学教育研究センター（愛知郡東郷町）
- 名古屋工業大学（名古屋市：千種区・昭和区）
- 総合研究大学院大学 岡崎統合事務センター（岡崎市）

#### 県立
- 愛知県立大学（名古屋市守山区、長久手市）
- 愛知県立芸術大学（長久手市）
  - 藤沢アートハウス（豊田市）

#### 名古屋市立
- 名古屋市立大学 田辺通キャンパス（名古屋市瑞穂区）

#### 私立
- 愛知医科大学（長久手市）
- 愛知学院大学（名古屋市千種区、日進市）
- 愛知学泉大学（豊田市、岡崎市）
- 愛知工業大学（名古屋市千種区、豊田市、瀬戸市）
- 愛知淑徳大学（名古屋市千種区、長久手市）
  - 藤岡グラウンド（豊田市）
- 愛知東邦大学（名古屋市名東区）
  - 日進グラウンド（日進市）
- 愛知文教大学（小牧市）
- 桜花学園大学（豊明市）
- 金城学院大学（名古屋市守山区）
- 至学館大学（大府市）
- 椙山女学園大学（名古屋市：千種区・名東区、日進市）[注 2]
- 星城大学（東海市）
- 中京大学（名古屋市昭和区、豊田市）
- 中部大学（春日井市）
  - スポーツパーク日進（日進市）
- 東海学園大学（名古屋市天白区、みよし市）
- 豊田工業大学（名古屋市天白区）
- 名古屋外国語大学（日進市）
- 名古屋学院大学（瀬戸市）
- 名古屋学芸大学（日進市）
- 名古屋経済大学（犬山市）
- 名古屋芸術大学長久手グラウンド（長久手市）
- 名古屋産業大学（尾張旭市）
- 名古屋商科大学（日進市）
- 南山大学（名古屋市昭和区）
- 日本赤十字豊田看護大学（豊田市）
- 日本福祉大学（東海市）
- 人間環境大学（岡崎市、大府市）
- 藤田医科大学（豊明市）
  - 岡崎教育病院（岡崎市）
- 名城大学（名古屋市天白区、春日井市、日進市）

## 主な鉄道・道路

### 鉄道
- 名古屋鉄道
  - 名古屋本線
  - 広見線
  - 瀬戸線
  - 豊田線
  - 三河線
- 東海旅客鉄道
  - 東海道本線
  - 東海道新幹線[注 3]
  - 中央本線
- 名古屋市交通局（名古屋市営地下鉄）
  - 名城線
  - 東山線
  - 鶴舞線
  - 桜通線
- 名古屋ガイドウェイバス
  - ガイドウェイバス志段味線（ゆとりーとライン）
- 愛知環状鉄道
  - 愛知環状鉄道線
- 愛知高速交通
  - 東部丘陵線 （リニモ）

### 高速道路・有料道路
- 東海環状自動車道
- 東名高速道路
- 伊勢湾岸自動車道
- 中央自動車道
- 名古屋第二環状自動車道
- 名古屋瀬戸道路
- 猿投グリーンロード
- 名古屋高速2号東山線

### 幹線道路
- 国道1号
- 国道23号（名四国道）
- 国道41号（名濃バイパス）
- 尾張パークウェイ
- 国道19号（下街道・春日井バイパス）
- 国道153号（飯田街道・豊田西バイパス）
- 国道363号（瀬港線）
- 瀬戸街道
- 愛知県道・岐阜県道15号名古屋多治見線（竜泉寺街道・愛岐道路）
- 広小路通[注 4]
- 東山通
- 山手グリーンロード
- 出来町通（愛知県道215号田籾名古屋線）[注 5]
- 名古屋市道山王線（山王通）[注 6]
- 名古屋市道鏡ヶ池線
- 名古屋市道東海橋線（東海通）[注 7]

## 尾張丘陵に存在する自治体・主な住宅地
- 犬山市[注 8]（長者町団地）
- 小牧市（桃花台ニュータウン）
- 春日井市（高蔵寺ニュータウン、春日井ネオポリス）
- 瀬戸市（北みずの坂・みずの坂、菱野団地）
- 尾張旭市（本地住宅[注 9]）
- 名古屋市
  - 守山区（志段味地区、本地住宅[注 9]）
  - 名東区（西山団地）
  - 千種区
  - 天白区（相生山団地、島田住宅、平針住宅）
  - 昭和区
  - 瑞穂区
  - 緑区（鳴海団地、鳴子団地）
- 長久手市
- 日進市
- 愛知郡東郷町（押草団地）
- 豊明市（豊明団地）
- 大府市
- 東海市
- 豊田市[注 10]（保見団地）
- みよし市[注 10]（三好ヶ丘）